# Nyctibora noctivaga
Nyctibora noctivaga es una especie de cucaracha del género Nyctibora, familia Ectobiidae. Fue descrita científicamente por Rehn en 1903.
Habita en Nicaragua, Panamá, Jamaica, Islas Vírgenes y Colombia.